# Canton de Milly-la-Forêt
Pour les articles homonymes, voir Milly.
Le canton de Milly-la-Forêt est une ancienne division administrative et une circonscription électorale française située dans le département de l’Essonne et la région Île-de-France.

## Géographie

### Situation
| Type d’occupation           | Pourcentage | Superficie (en hectares) |
| --------------------------- | ----------- | ------------------------ |
| Espace urbain construit     | 5,1 %       | 801,99                   |
| Espace urbain non construit | 2,5 %       | 398,00                   |
| Espace rural                | 92,4 %      | 14 506,82                |
| Source : Iaurif             |             |                          |

Le canton de Milly-la-Forêt était organisé autour de la commune de Milly-la-Forêt dans l’arrondissement d'Évry. Son altitude variait entre quarante-huit mètres à Soisy-sur-École et cent quarante-sept mètres à Maisse, pour une altitude moyenne de deux cent quatre-vingt-trois mètres.

### Composition
Le canton de Milly-la-Forêt comptait douze communes :
| Communes                 | Population (2012) | Code postal | Code Insee  |
| ------------------------ | ----------------- | ----------- | ----------- |
| Boigneville              | 416 hab.          | 91720       | 91 2 18 069 |
| Buno-Bonnevaux           | 476 hab.          | 91720       | 91 2 18 121 |
| Courances                | 352 hab.          | 91490       | 91 2 18 180 |
| Courdimanche-sur-Essonne | 269 hab.          | 91720       | 91 2 18 184 |
| Dannemois                | 840 hab.          | 91490       | 91 2 18 195 |
| Gironville-sur-Essonne   | 806 hab.          | 91720       | 91 2 18 273 |
| Maisse                   | 2 661 hab.        | 91720       | 91 2 18 359 |
| Milly-la-Forêt           | 4 741 hab.        | 91490       | 91 2 18 405 |
| Moigny-sur-École         | 1 302 hab.        | 91490       | 91 2 18 408 |
| Oncy-sur-École           | 958 hab.          | 91490       | 91 2 18 463 |
| Prunay-sur-Essonne       | 310 hab.          | 91720       | 91 2 18 507 |
| Soisy-sur-École          | 1 357 hab.        | 91840       | 91 2 18 599 |

### Démographie
| 1968  | 1975  | 1982   | 1990   | 1999   | 2006   | 2010   |
| ----- | ----- | ------ | ------ | ------ | ------ | ------ |
| 7 795 | 8 872 | 10 434 | 12 701 | 13 893 | 14 340 | 14 488 |

### Pyramide des âges
| Hommes | Classe d’âge | Femmes |
| ------ | ------------ | ------ |
| 0,5    | 90 ans ou +  | 1,3    |
| 6,7    | 75 à 89 ans  | 9,7    |
| 13,3   | 60 à 74 ans  | 14,2   |
| 23,8   | 45 à 59 ans  | 21,7   |
| 20,9   | 30 à 44 ans  | 20,5   |
| 15,1   | 15 à 29 ans  | 14,0   |
| 19,7   | 0 à 14 ans   | 18,7   |

| Hommes | Classe d’âge | Femmes |
| ------ | ------------ | ------ |
| 0,3    | 90 ans ou +  | 0,8    |
| 4,4    | 75 à 89 ans  | 6,7    |
| 11,3   | 60 à 74 ans  | 11,9   |
| 19,9   | 45 à 59 ans  | 20,0   |
| 21,9   | 30 à 44 ans  | 21,4   |
| 20,6   | 15 à 29 ans  | 19,2   |
| 21,7   | 0 à 14 ans   | 20,0   |

## Historique
- Entre 1793 et 1801, le canton de Milly dans l’ancien département de Seine-et-Oise et dans l’ancien district d'Étampes comprenait les communes de Boutigny, Bonnevant Bano, Courance, Dannemois, Milly, Moigny, Oncy, Soisy sur École et Videlles. En 1801, il fut intégré à l’arrondissement d'Étampes, diminué des communes de Boutigny et Videlles et augmenté des communes de Boigneville, Brouy, Champmotteux, Courdimanche, Gironville, Maisse, Mespuits, Prunay, Puiselet-le-Marais et Valpuiseaux. En 1926, le canton fut rattaché à l’arrondissement de Corbeil.
- De 1833 à 1848, les cantons de La Ferté-Alais et de Milly avaient le même conseiller général. Le nombre de conseillers généraux était limité à 30 par département[7].
- Le canton de Milly-la-Forêt fut créé par le décret ministériel no 67-589 du 22 juillet 1967, il regroupait à l’époque les communes de Boigneville, Buno-Bonnevaux, Courances, Courdimanche-sur-Essonne, Dannemois, Gironville-sur-Essonne, Maisse, Milly-la-Forêt, Moigny-sur-École, Oncy-sur-École, Prunay-sur-Essonne et Soisy-sur-École[8].

## Représentation

### Conseillers généraux du canton de Milly-la-Forêt (1833 à 2015)
| Période | Période          | Identité                               | Étiquette    | Qualité |
| ------- | ---------------- | -------------------------------------- | ------------ | --- |
| 1833    | 1833             | Comte Louis Charles Eugène de Bizemont |              | Propriétaire à Gironville |
| 1833    | 1839             | Louis Nicolas Bourgeois                |              | Maire de Rambouillet (1831-1834) |
| 1839    | 1848             | Comte Louis Charles Eugène de Bizemont |              | Maire de Gironville (1839-1847) |
| 1848    | 1852             | Armand Trousseau                       | Ind.         | Médecin et clinicien, professeur à la Faculté de Médecine de Paris Député d'Eure-et-Loir (1848-1849) Propriétaire à Buno-Bonnevaux                |
| 1852    | 1877             | Jean Emile Bos (1817-1909)             | Droite       | Avocat au Conseil d'État et à la Cour de cassation, propriétaire à Paris                                                                          |
| 1877    | 1882 (démission) | Edme Guibert                           | Républicain  | Notaire honoraire, suppléant du juge de paix Conseiller municipal de Milly-la-Forêt, conseiller d'arrondissement                                  |
| 1882    | 1887             | André Prince Poirier                   |              | Maire de Milly-la-Forêt (1882-1886) |
| 1887    | 1917 (décès)     | Narcisse Legendre (1836-1917)          | Républicain  | Agriculteur à Montaquoy, maire de Soisy-sur-École                                                                                                 |
| 1917    | 1919             | siège vacant                           |              | |
| 1919    | 1940             | Marquis Jean de Ganay                  | URD          | Maire de Courances Vice-président du conseil général de Seine-et-Oise Propriétaire avenue George V à Paris Nommé conseiller départemental en 1943 |
|         |                  |                                        |              | |
| 1945    | 1951 (décès)     | Marcel Poiget                          | DVD          | Garagiste, maire de Milly-la-Forêt |
| 1952    | 1985             | Marquis Jean-Louis de Ganay            | DVD          | Ingénieur, maire de Courances |
| 1985    | 2015             | Jean-Jacques Boussaingault             | RPR puis UMP | Notaire, Maire de Boigneville |

### Conseillers d'arrondissement (de 1833 à 1940)
Le canton de Milly avait deux conseillers d'arrondissement jusqu'en 1928.
| Période                                  | Période          | Identité                                          | Étiquette          | Qualité |
| ---------------------------------------- | ---------------- | ------------------------------------------------- | ------------------ | --- |
| 1833                                     | 1842 (décès)     | Jean-Marie Sébastien Pasquet de Leyde (1789-1842) |                    | Percepteur des contributions directes Propriétaire, maire d'Oncy (1831-1835), juge de paix à Milly-la-Forêt |
| 1833                                     | 1836             | M. Pierre                                         |                    | Propriétaire, maire intérimaire de Buno-Bonnevaux                                                           |
| 1836                                     | 1848             | M. Cochin                                         |                    | Propriétaire à Milly-la-Forêt                                                                               |
|                                          |                  |                                                   |                    | |
| 1848                                     | 1861             | Jean-Baptiste Courty                              |                    | Maire de Milly-la-Forêt (1852-1857)                                                                         |
| 1852                                     | ?                | Louis-Léon Dejoye                                 |                    | Maire de Maisse (1851-1870)                                                                                 |
| 1861                                     | 1867             | M. Cochin                                         |                    | Propriétaire à Milly-la-Forêt                                                                               |
| 1867                                     | 1880             | Edme Boisse                                       |                    | Maire de Soisy-sur-École                                                                                    |
| 1867                                     | 1877             | Edme Guibert                                      |                    | Notaire à Milly-la-Forêt                                                                                    |
|                                          |                  |                                                   |                    | |
| 1880                                     | 1882 (démission) | Amable-Anatole Saucier                            |                    | Notaire, conseiller municipal de Maisse                                                                     |
| 1880                                     | 1882 (démission) | André Prince Poirrier                             |                    | Négociant, conseiller municipal de Milly-la-Forêt                                                           |
| 1882                                     | 1886             | M. Braille                                        |                    | Ancien commerçant, adjoint au maire de Milly-la-Forêt                                                       |
| 1882                                     | 1910             | Médéric Servant fils                              |                    | Cultivateur, maire de Puiselet-le-Marais                                                                    |
| 1886                                     | 1895             | Marie Thomas Émile Lafoy                          |                    | Notaire, adjoint au maire de Milly                                                                          |
| 1895                                     | 1913             | Léopold Eugène Bédu                               |                    | Maire de Milly (1888-1901)                                                                                  |
| 1910                                     | 1919             | Émile-Désiré Sergent                              |                    | Notaire honoraire à Milly-la-Forêt, suppléant du juge de paix                                               |
| 1913                                     | 1919             | Joseph Alexandre Courtellemont (1866-1937)        |                    | Négociant en grains à Maisse                                                                                |
| 1919                                     | 1931             | Louis Aubry                                       |                    | Percepteur retraité, propriétaire à Milly                                                                   |
| 1919                                     | 1928             | M. Desmeaux                                       |                    | Agriculteur à la ferme de Coignampuits, maire de Courdimanche-sur-Essonne                                   |
| 1931                                     | 1940             | Émile Chagot                                      | Union républicaine | Cafetier, adjoint puis maire de Milly-la-Forêt                                                              |
| 1931                                     | 1936             | Louis Pommereau                                   | Union républicaine | Cultivateur, maire de Mespuits                                                                              |
| juin 1936                                | 1940             | Joseph Guillot                                    | Républicain        | Maire de Puiselet-le-Marais, propriétaire à Étampes                                                         |
| 1940                                     |                  |                                                   |                    | Les conseils d'arrondissement ont été suspendus par la loi du 12 octobre 1940 et n'ont jamais été réactivés |
| Les données manquantes sont à compléter. |                  |                                                   |                    | |

### Résultats électoraux
Élections cantonales, résultats des deuxièmes tours :
- Élections cantonales de 1992 : 54,62 % pour Jean-Jacques Boussaingault (RPR) élu au premier tour, 14,55 % pour Anne Barrère (FN), 73,30 % de participation[12].
- Élections cantonales de 1998 : 50,18 % pour Jean-Jacques Boussaingault (RPR) élu au premier tour, 29,34 % pour Émilie Deson (Les Verts), 60,09 % de participation[13].
- Élections cantonales de 2004 : 62,40 % pour Jean-Jacques Boussaingault (UMP), 37,60 % pour Martine Stehlin (PS), 68,34 % de participation[14].
- Élections cantonales de 2011 : 58,27 % pour Jean-Jacques Boussaingault (UMP), 41,73 % pour Marie-Anne Bachelerie (PS), 44,00 % de participation[15].

## Économie

### Emplois, revenus et niveau de vie
| Répartition des emplois par catégories socioprofessionnelles en 2006. |              |                                           |                                                   |                            |                          |                           |
|                                                                       | Agriculteurs | Artisans, commerçants, chefs d’entreprise | Cadres et professions intellectuelles supérieures | Professions intermédiaires | Employés                 | Ouvriers                  |
| Canton de Milly-la-Forêt                                              | 2,4 %        | 6,7 %                                     | 15,6 %                                            | 20,6 %                     | 28,5 %                   | 26,1 %                    |
| Département de l’Essonne                                              | 0,2 %        | 4,5 %                                     | 22,1 %                                            | 27,7 %                     | 27,6 %                   | 17,9 %                    |
| Moyenne nationale                                                     | 2,2 %        | 6,0 %                                     | 15,4 %                                            | 24,6 %                     | 28,7 %                   | 23,2 %                    |
| Répartition des emplois par secteurs d’activités en 2006.             |              |                                           |                                                   |                            |                          |                           |
|                                                                       | Agriculture  | Industrie                                 | Construction                                      | Commerce                   | Services aux entreprises | Services aux particuliers |
| Canton de Milly-la-Forêt                                              | 5,8 %        | 16,1 %                                    | 12,9 %                                            | 11,2 %                     | 13,6 %                   | 8,8 %                     |
| Département de l’Essonne                                              | 0,8 %        | 11,5 %                                    | 6,1 %                                             | 15,4 %                     | 18,8 %                   | 6,4 %                     |
| Moyenne nationale                                                     | 3,5 %        | 15,2 %                                    | 6,4 %                                             | 13,3 %                     | 13,3 %                   | 7,6 %                     |
| Sources : Insee,                                                      |              |                                           |                                                   |                            |                          |                           |

## Pour approfondir

## Sources
1. ↑  Fiche multicommunale d’occupation des sols en 2008 sur le site de l’Iaurif. Consulté le 17/11/2010.
2. ↑  Évolution démographique cantonale sur le site de l’Insee. Consulté le 20/05/2009.
3. ↑  Données démographiques cantonales 2006 sur le site de l’Insee. Consulté le 20/05/2009.
4. ↑  Population légale 2010 sur le site de l’Insee. Consulté le 31/12/2012.
5. ↑  Pyramide des âges cantonale 2009 sur le site de l’Insee. Consulté le 08/07/2012.
6. ↑  Pyramide des âges de l’Essonne en 2009 sur le site de l’Insee. Consulté le 07/07/2012.
7. ↑  « Collection complète des lois, décrets, ordonnances, réglemens, et avis du Conseil-d'État : publiée sur les éditions officielles du Louvre ; de… », sur Gallica, 1833 (consulté le 16 novembre 2023).
8. ↑  JO du 22/07/1967 sur le site legifrance.gouv.fr Consulté le 01/01/2009.
9. ↑  « Journal officiel de la République française. Lois et décrets », sur Gallica, 3 mai 1882 (consulté le 16 novembre 2023).
10. ↑  « Journal officiel de la République française. Lois et décrets », sur Gallica, 28 mai 1882 (consulté le 16 novembre 2023).
11. ↑  « Rapports du préfet et de la commission départementale », sur Gallica, 1944 (consulté le 16 novembre 2023).
12. ↑  Résultats de l’élection cantonale 1992 sur le site du Figaro. Consulté le 20/10/2009.
13. ↑  Résultats de l’élection cantonale 1998 sur le site du Figaro. Consulté le 20/10/2009.
14. ↑  Résultats de l’élection cantonale 2004 sur le site du ministère de l’Intérieur. Consulté le 20/05/2009.
15. ↑  Résultats de l’élection cantonale 2011 sur le site du ministère de l’Intérieur. Consulté le 02/04/2011.
16. ↑  Rapport statistique cantonal sur le site de l’Insee. Consulté le 28/04/2010.
17. ↑  Rapport statistique départemental sur le site de l’Insee. Consulté le 16/08/2009.
18. ↑  Rapport statistique national sur le site de l’Insee. Consulté le 05/07/2009.